# Białowodzka Góra

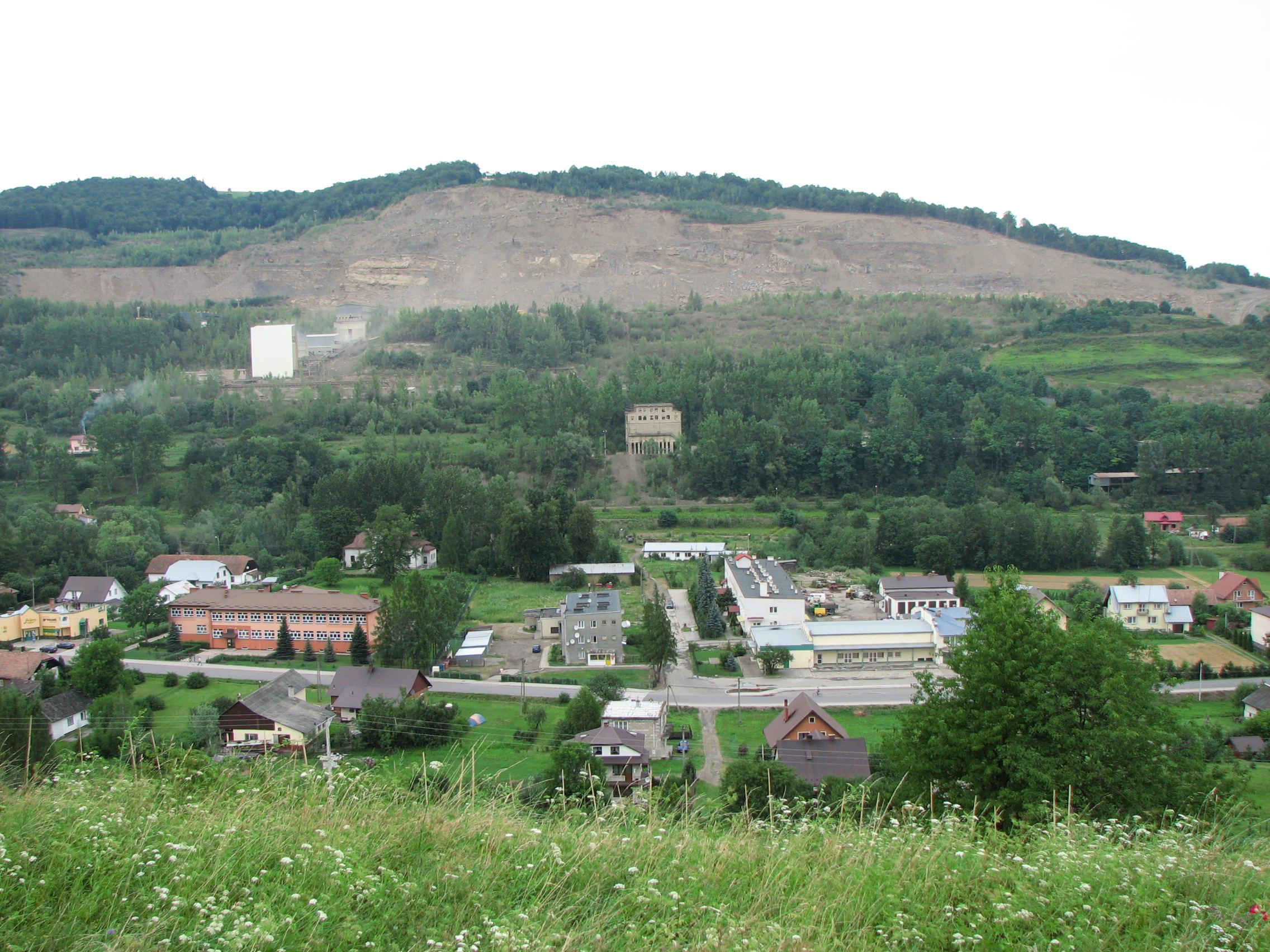
Kamieniołom na południowym zboczu Białowodzkiej Góry, w dole wieś Klęczany

Białowodzka Góra (616 m) – szczyt Beskidu Wyspowego na wschodnim krańcu Pasma Łososińskiego.

## Topografia
Białowodzka Góra ma dwie kulminacje: południową Rozdziele (616 m) i północną – Zamczysko (606 m). Północne stoki opadają stromo do doliny Dunajca w Tęgoborzu, wschodnie równie stromo do Dunajca naprzeciwko Dąbrowskiej Góry znajdującej się już na Pogórzu Rożnowskim. Dunajec dokonał przełomu między tymi szczytami, obecnie oddziela je Jezioro Rożnowskie. Południowo-zachodnie i południowe stoki Białowodzkiej góry opadają do doliny potoku Smolnik w miejscowościach Chomranice, Klęczany i Marcinkowice, w kierunku północno-zachodnim tworzy grzbiet, którym łączy się z Chełmem w Paśmie Łososińskim.
Białowodzka Góra wraz z leżącą po przeciwnej, prawej stronie Dunajca Dąbrowską Górą i Kurowską Górą tworzą pierwsze przewężenie doliny Dunajca w jej pogórskim, trzecim przełomie.

## Opis szczytu
Obydwa wierzchołki Białowodzkiej Góry łączy grzbiet o długości 500 m. Na grzbiecie tym i na jego południowych stokach występuje kilka grzęd skalnych zbudowanych z drobno- oraz średnioziarnistych piaskowców płaszczowiny magurskiej. Białowodzką Górę porasta las, ale grzbiet i część jego stoków jest bezleśna, zajęta przez pola uprawne i zabudowania miejscowości Zawadka. Miejsce to jest bardzo dobrym punktem widokowym.
Północny wierzchołek to tzw. Zamczysko. Porasta je las sosnowy i jest na nim niewielka kapliczka. Na północnych stokach znajdują się liczne wychodnie skalne. Odkryto tutaj i zbadano pozostałości późnołużyckiego grodziska, złożonego z dwóch wałów, dwóch fos i majdanu. Niektórzy badacze wysuwali przypuszczenie, że mógł się tu znajdować zagadkowy zamek Lemiesz, wspominany w XIV-wiecznym Żywocie św. Kingi i będący jednym z elementów średniowiecznego systemu fortyfikacyjnego ciągnącego się wzdłuż doliny Dunajca.

## Rezerwat przyrody
W 1961 roku utworzono we wschodnich partiach góry rezerwat przyrody Białowodzka Góra nad Dunajcem o powierzchni 67,69 ha. Na południowym zboczu góry, na zachód od skałek Zamczyska, występuje drzewostan dębowo–bukowy. W runie rosną tutaj turzyca orzęsiona, kosmatka gajowa, miodunka ćma, przytulia Schultesa, bluszcz pospolity, wiechlina gajowa, konwalia majowa i storczyki. W południowej części rezerwatu, wzdłuż potoku, pojawia się buczyna karpacka z dużym udziałem jodły, w której runie występuje żywokost sercowaty. Występują tutaj jarząb brekinia i irga czarna – rośliny w Karpatach bardzo rzadkie. Na wschodnim stoku Zamczyska rozwija się żyzny grąd przechodzący stopniowo w buczynę karpacką. Znajduje się tutaj piękne stanowisko kwitnącego bluszczu, sięgającego wysoko w korony jodeł. Północne stoki w części północnej rezerwatu pokrywa buczyna karpacka wraz z jodłą jako wariant typowy dla tego regionu.
Na południowych stokach Białowodzkiej Góry, nad wsią Klęczany, znajduje się potężny kamieniołom (KSS Klęczany), jeden z największych na terenie Beskidów. W latach trzydziestych transportowano stąd tłuczeń skalny na budowę zapory elektrowni wodnej Rożnów. Przez długi okres (do 1970 roku) funkcjonowała tu również niewielka kopalnia i rafineria ropy naftowej.

## Punkt widokowy na Białowodzkiej Górze
Bezleśny grzbiet między obydwoma szczytami Białowodzkiej Góry w miejscowości Zawadka jest bardzo dobrym punktem widokowym. Prowadzi tędy szlak turystyczny. Ostatnio gmina Łososina Dolna wykonała aż pod sam grzbiet wąską, ale dobrą drogę asfaltową oraz wszystkie obiekty znajdujące się na tym punkcie widokowym. Rozciągają się stąd rozległe widoki na Beskid Wyspowy, Jezioro Rożnowskie i Pogórze Rożnowskie. Przy dobrej pogodzie widać stąd również Tatry. Obok punktu widokowego wybudowano nową kaplicę, nad którą znajduje się taras widokowy, ołtarz polowy oraz dużą zadaszoną wiatę ze stołami i ławami. Obok stoi krzyż z tablicą upamiętniającą bywającego tutaj Jana Pawła II, oraz pomnik upamiętniający partyzantów II wojny światowej i żołnierzy podziemia poległych podczas powojennej obławy zorganizowanej przez UB.

## Szlaki turystyczne
stacja PKP w Marcinkowicach – Białowodzka Góra – przełęcz w Zawadce – skrzyżowanie ze szlakiem niebieskim w Skrzętli-Rojówce.
 Tęgoborze – skrzyżowanie z żółtym szlakiem (ok. 500 m poniżej punktu widokowego)

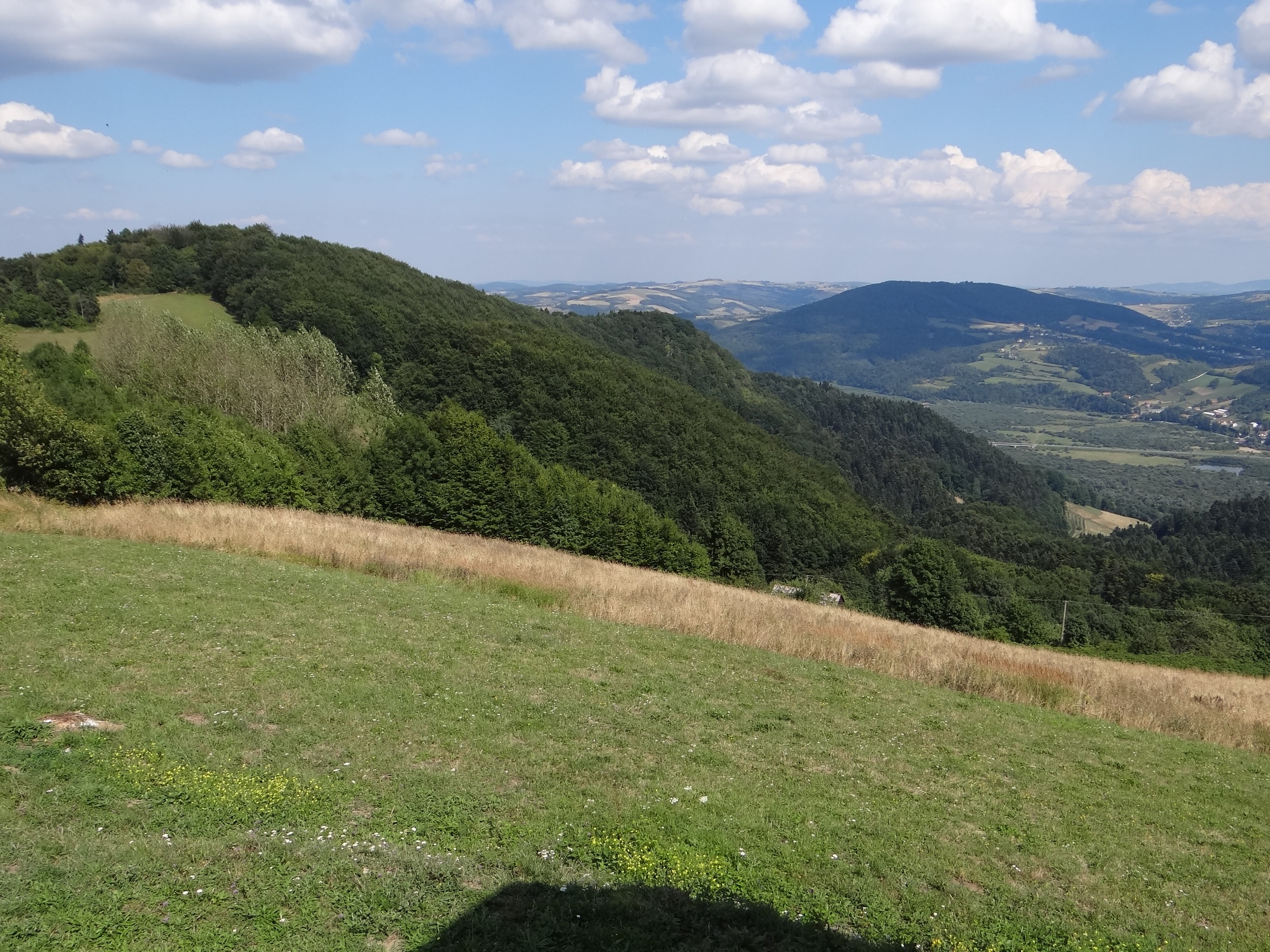
Zamczysko, Przełom Dunajca i Dąbrowska Góra
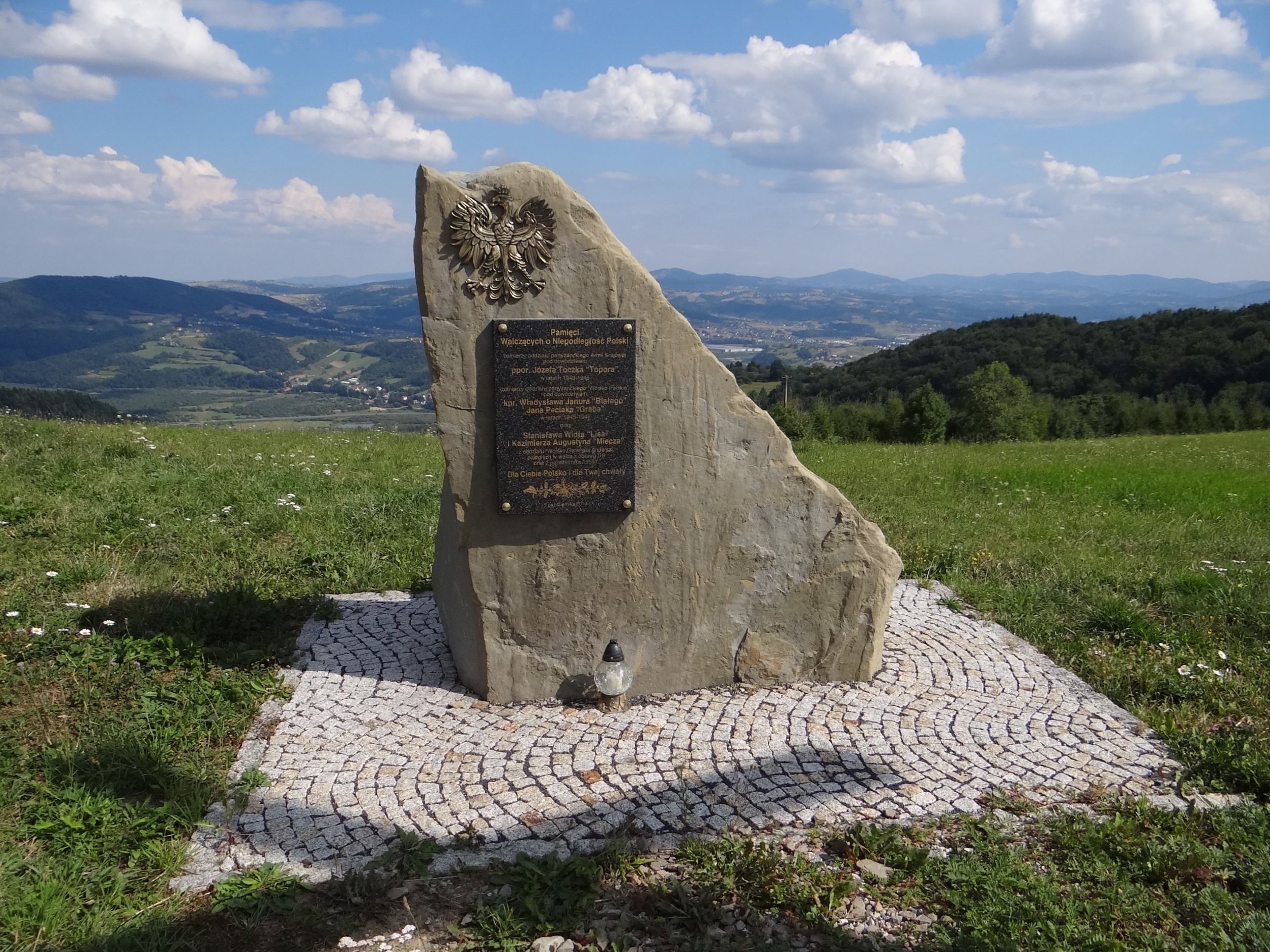
Pomnik i widok na Pogórze Rożnowskie
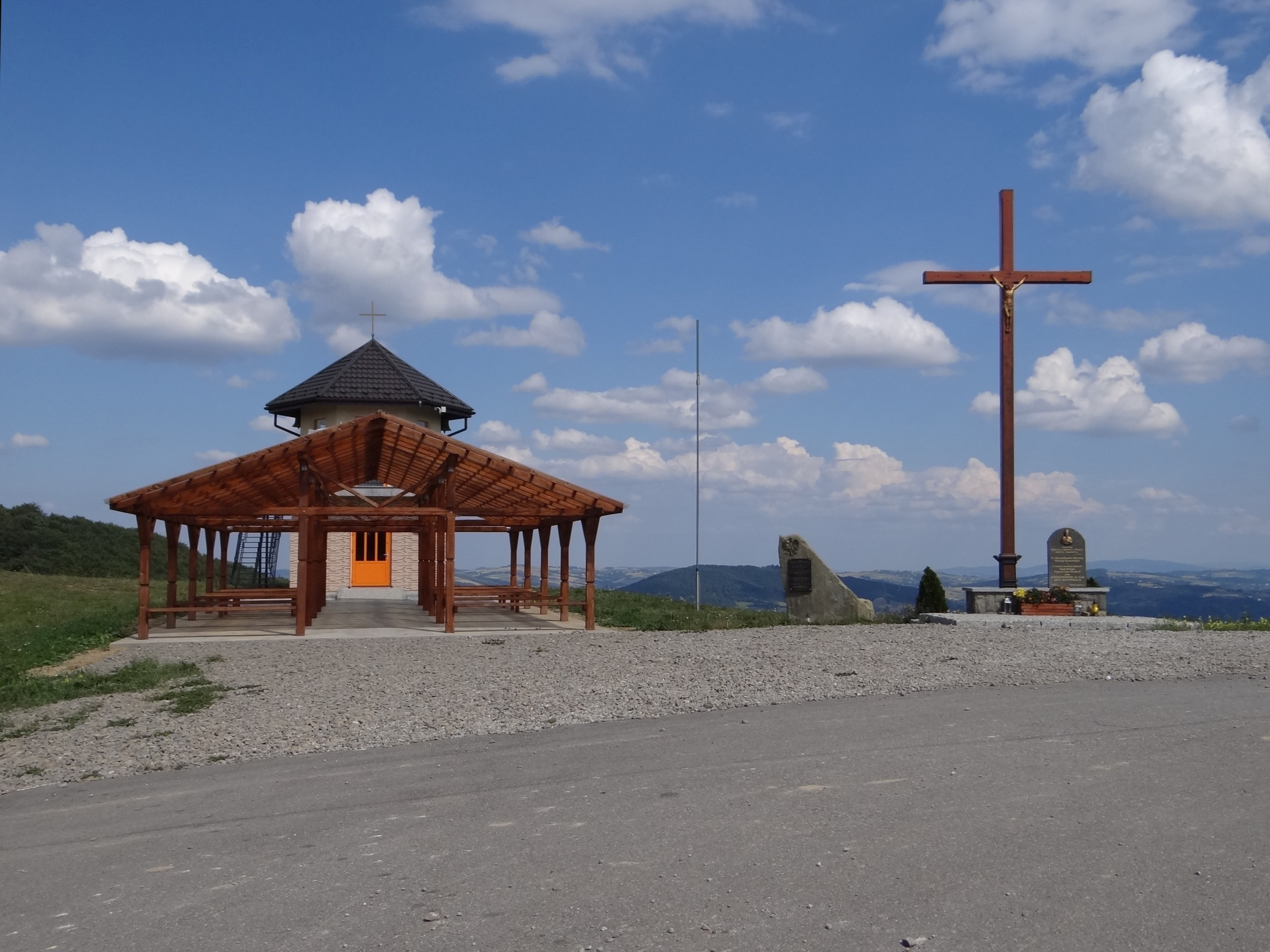
Punkt widokowy
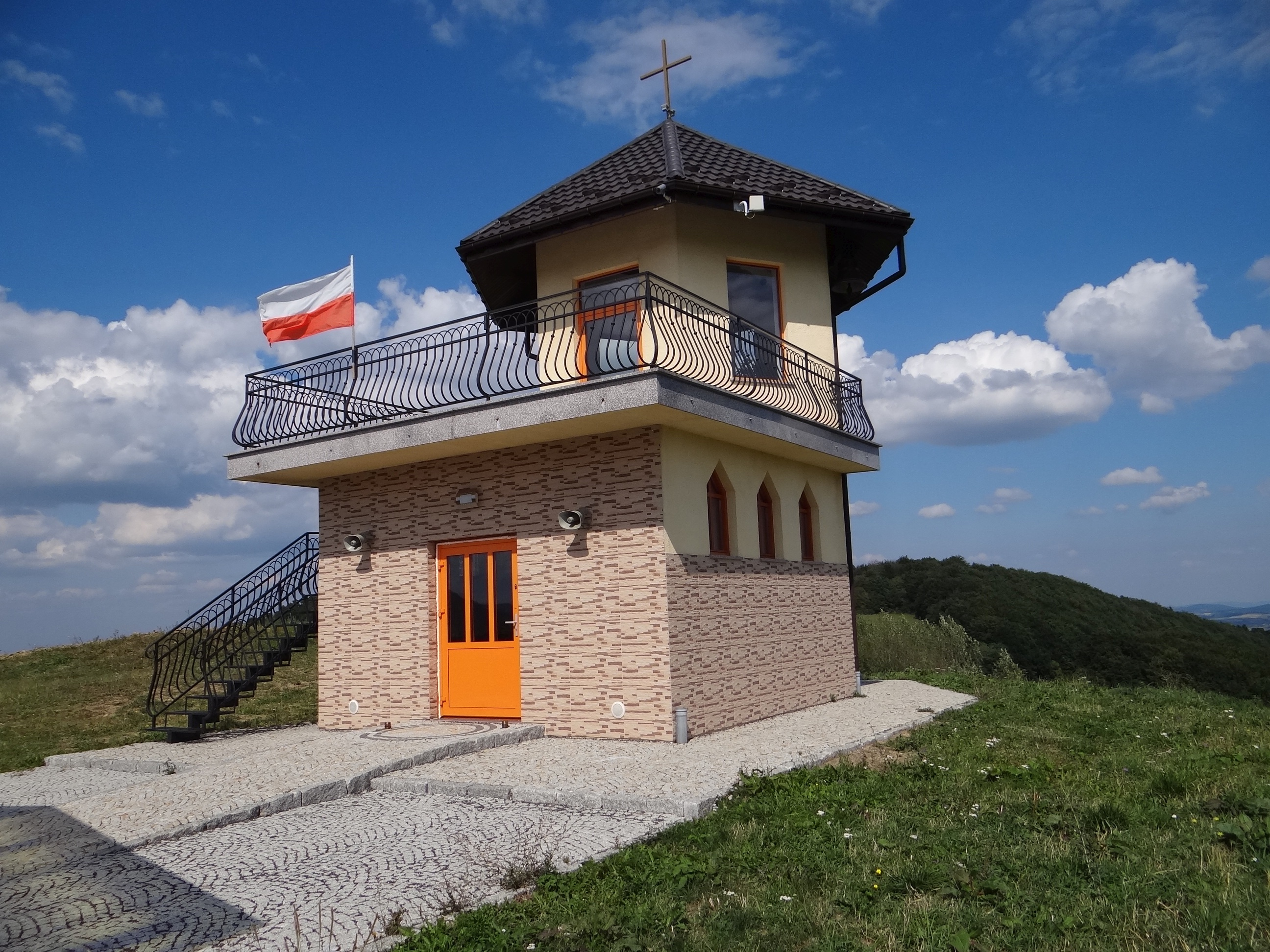
Kaplica i taras widokowy